# Roberto Bonola
Roberto Bonola (* 14. November 1874 in Bologna; † 16. Mai 1911 ebenda) war ein italienischer Mathematikhistoriker.

## Leben
Bonola studierte an der Universität Bologna (Laurea-Abschluss 1898 mit einer Arbeit über nichteuklidische Geometrie) bei Federigo Enriques. Danach war er Assistent von Enriques an der Universität, bevor er 1900 Schullehrer an der Scuola Normale in Palermo (Petralia Sottana) und 1901 in Pavia, wo er auch Assistent an der Universität und 1908 Dozent für projektive und darstellende Geometrie wurde. 1911 wurde er noch kurz vor seinem Tod Professor am Istituto Superiore de Magistero Femminile in Rom. Bonola ist vor allem bekannt für seine Geschichte der nichteuklidischen Geometrie (La geometria non euclidea. Esposizione storico critica del suo sviluppo, Bologna, Zanichelli), erschienen 1906 (Reprint 1975), in England herausgegeben von Horatio Scott Carslaw (1912, Dover Reprint von 1955 mit Übersetzungen von Werken von Nikolai Iwanowitsch Lobatschewski und János Bolyai) und in Deutschland zuerst 1908 herausgegeben und ergänzt von Heinrich Liebmann.

## Werke
- Non-Euclidean geometry: a critical and historical study of its development (übersetzt von Horatio Scott Carslaw), The Open Court Publishing Company, Chicago 1912 (englisch)